# Jesús Escalona
Jesús Escalona (* 15. August 1953) ist ein ehemaliger venezolanischer Radrennfahrer.

## Sportliche Laufbahn
Escalona war Straßenradsportler. Er war Teilnehmer der Olympischen Sommerspiele 1976 in Montreal. Im Mannschaftszeitfahren wurde der Vierer aus Venezuela mit José Ollarves, Justo Galaviz, Jesús Escalona und Serafino Silva 21. des Rennens.
Bei den Panamerikanischen Meisterschaften 1976 wurde er mit seinem Team Zweiter im Mannschaftszeitfahren.